# 伯利恆造船公司
伯利恆造船公司又稱伯利恒钢铁公司造船部，成立于 1905 年，当时宾夕法尼亚州伯利恒的伯利恒钢铁公司收购了旧金山造船厂联合钢铁厂。   1917 年，公司成立为伯利恒造船有限公司。
1913 年收购福爾河造船廠后，该部门总部迁至马萨诸塞州昆西。
1940年，伯利恆造船廠是美國“三巨頭”造船廠中最大的一家，可以建造任何船舶， 其次是纽波特纽斯造船与干船坞公司和纽约造船公司（纽约造船公司）。由于远程造船计划和后来由美国海事委员会精心策划的紧急造船计划以及两洋海军计划及其战时军事机构的后续计划，伯利恒在第二次世界大战前不久和期间进行了扩张。
1964 年，现在的公司总部迁至马里兰州巴尔的摩东南部的马里兰州Sparrows Point ，其造船厂已于 1916 年被收购。
昆西/前河造船厂于 20 世纪 60 年代中期被出售给通用动力公司，并于 1986 年关闭。加利福尼亚州的阿拉米达工厂造船厂于 20 世纪 70 年代初被伯利恒钢铁公司关闭，而旧金山工厂（前身为联合钢铁厂）于 1990 年代中期被出售给英国航空航天公司，并以BAE Systems San Francisco Ship Repair 的名称保留至今。
伯利恆鋼鐵公司於 1997 年停止造船活動，試圖保留其核心煉鋼業務。

## 造船廠
伯利恒拥有或经营的造船厂：

### 纽约
- 1938 年 6 月 2 日以 9,320,000 美元收購聯合造船廠，成為伯利恆的一部分[4]

- - 纽约史泰登岛伯利恒水手港（1938-1963 [5] ）。 [6] [7]

- - 纽约布鲁克林伯利恒布鲁克林 56 街（1938-1963）。 [8]

- - 伯利恒布鲁克林 27 街（1938-1963）。

- - 新泽西州霍博肯霍博肯造船厂（1938-1984）。  [9]

- - 它們被稱為伯利恆造船公司紐約工廠的史坦頓島工廠、布魯克林 56 街工廠、布魯克林 27 街工廠和霍博肯工廠。 [10]

- 伯利恒伊丽莎白港，新泽西州伊丽莎白港（1916-1921）。 [11]

- 巴约讷海军干船坞，新泽西州巴约讷。伯利恒使用这个干船坞进行船舶维修。大多数工人来自霍博肯造船厂。 [12]

### 波士顿
- 马萨诸塞州昆西前河造船厂（1913-1963 ）。出售给通用动力公司。
- 胜利工厂造船厂，马萨诸塞州昆西（1917-1919）。 “胜利船厂”的建造目的是建造驱逐舰，并为其他船只腾出前河船厂，包括由战列巡洋舰改装的航空母舰“Lexington”号CV-2 。
- 伯利恒辛厄姆造船厂，马萨诸塞州辛厄姆（1940-1945 年）。 [13]
- 伯利恒大西洋工厂，马萨诸塞州东波士顿（1853-1984 年）。

### 巴尔的摩
- 伯利恒麻雀角造船厂，马里兰州麻雀角（1914-1997）。 [14]
- 伯利恒费尔菲尔德造船厂，马里兰州巴尔的摩（1940-1945 年）。 [15] [16]
- 伯利恒关键公路造船厂，马里兰州巴尔的摩。上层庭院于 1983 年出售给 AME/Swirnow。该地点现在拥有巴尔的摩工业博物馆旁边的丽思卡尔顿和港景社区。 [17] [18]
- 伯利恒麦克亨利堡造船厂，马里兰州巴尔的摩。位于Locust Point半岛的较低造船厂，于 1983 年被出售给 General Ship Repair。现在巴尔的摩港的一些码头。 [19]

### 旧金山
- 联合钢铁厂，加利福尼亚州旧金山（1917-1981）。
  - 也称为伯利恒钢铁联合工厂的波特雷罗工厂和里斯登工厂
- 阿拉米达工厂造船厂，阿拉米达，加利福尼亚州（1916-1956）。
  - 也称为伯利恒钢铁联合工厂的阿拉米达工厂
- 猎人角干船坞，猎人角，旧金山，加利福尼亚州（1908-1920）。被美国海军收购

### 其他
- 位于终端岛的圣佩德罗伯利恒造船厂，前身为西南造船厂。
- 伯利恒钢铁威尔明顿（又名哈伦和霍林斯沃思），特拉华州威尔明顿（1904-1925 年、1941-1945 年）。 [20]
- 伯利恒博蒙特造船厂，德克萨斯州博蒙特（1948-1989）。美国主要的海上钻机制造商，生产了 72 台。 [21] [22] [23] [24] [25] [26]
- 伯利恒萨宾，德克萨斯州亚瑟港，（1985-1995）。 1995 年出售给 Texas Drydock Inc.。 [27]

## 其他參考
- 卡尔马轮船公司和伯利恒钢铁公司的其他子公司